# گورستان مورتان ۲
قبرستان مورتان ۲ مربوط به سده‌های متاخر دوران‌های تاریخی پس از اسلام است و در شهرستان سرباز، بخش مرکزی، دهستان مورتان، ۱/۱ کم غرب روستای مورتان، بالای رودخانه واقع شده و این اثر در تاریخ ۲۷ اسفند ۱۳۸۶ با شمارهٔ ثبت ۲۲۷۰۰ به‌عنوان یکی از آثار ملی ایران به ثبت رسیده است.